# 韋德·威爾森 (電影角色)
韋德·威爾森（英語：Wade Wilson），或稱死侍（英語：Deadpool），是《X戰警電影系列》及漫威電影宇宙中的虛構角色，改編自法比安·尼謝薩和羅布·李斐德共同創作的漫威漫畫旗下角色死侍，由萊恩·雷諾斯飾演。
該角色最初首次登場於2009年電影《X戰警：金鋼狼》中，其在該片中的設定與原作漫畫大為不同。該片中的韋德·威爾森是威廉·史崔克的變種人僱傭兵X小隊的成員之一。後來，威爾森被史崔克改造成變種人武器「十一號武器」，但他最終被前隊友羅根和其兄維克多·克里德聯手擊敗。
羅根於2014年電影《X戰警：未來昔日》中改寫歷史後，原始時間軸消失，使其能在2016年推出的個人電影《惡棍英雄：死侍》中的人設更忠於原著漫畫。全新時間軸的韋德是一名從加拿大特種部隊退伍的僱傭兵兼晚期癌症患者，他自願接受一項非法實驗性治療，激發他體內潛在的變種基因，使他擁有超強的自癒因子，亦治好他的癌症，但也因此造成面部毀容。韋德化名「死侍」，開始追殺導致其毀容的相關人物，並與未婚妻凡妮莎·卡萊爾重逢。在2018年電影《死侍2》中，韋德創立了X特攻隊來保護一名年輕變種人羅素·柯林斯，避免他在遙遠的未來變成一位邪惡的暴君。2019年，華特迪士尼公司收購21世紀福斯後宣佈《死侍與金鋼狼》（2024年）加入漫威電影宇宙（MCU）中。
該角色在《X戰警：金鋼狼》中的形象受到評論家和粉絲的負面評價。相反地，《惡棍英雄：死侍》和《死侍2》中雷諾斯的表現以及忠於漫畫的改編獲得了好評。雷諾斯也作為死侍出現於多部宣傳影片之中。

## 角色發展
2000年5月，亞提森娛樂宣佈與漫威娛樂達成協議，共同製作以及發行多部改編自漫威漫畫角色的電影，其中包括1990年代推出的新角色死侍。2004年2月，新線影業計劃開發一部死侍電影，由大衛·S·高耶編導，萊恩·雷諾斯主演。此前他們曾在《刀鋒戰士3》（2004年）中合作過。雷諾斯得悉在漫畫中死侍曾自嘲像「萊恩·雷諾斯與沙皮狗的雜交」後對該角色感興趣。新線影業的傑夫·卡茲認為雷諾斯是唯一適合飾演死侍的人選。然而，這與二十世紀福斯擁有的《X戰警電影系列》存在版權問題，使該企劃並沒有任何進展。
2005年3月，雷諾斯得知福斯對一部以死侍為主角的電影感興趣。該角色最初計劃以客串形式出現在2009年電影《X戰警：金鋼狼》中，但在電影製作過程中獲得更多的戲份。《X戰警：金鋼狼》的首週票房獲得成功後，福斯正式開發《死侍》。該片由雷諾斯主演，《X戰警電影系列》的製片人勞倫·舒勒·唐納將參與製作。《死侍》將忽略《X戰警：金鋼狼》中的死侍，並有著忠於原著的打破第四面牆等元素。

## 獎項
| 年份 | 電影               | 獎項               | 類別                       | 結果 | 來源   |
| ---- | ------------------ | ------------------ | -------------------------- | ---- | ------ |
| 2009 | 《X戰警：金鋼狼》  | MTV電影大獎        | 最佳打鬥                   | 提名 | [ 8 ]  |
| 2010 | 《X戰警：金鋼狼》  | 全美民選獎         | 最受歡迎銀幕組合           | 提名 | [ 9 ]  |
| 2016 | 《惡棍英雄：死侍》 | 評論家選擇電影獎   | 最佳動作片男主角           | 提名 | [ 10 ] |
| 2016 | 《惡棍英雄：死侍》 | 評論家選擇電影獎   | 最佳喜劇男主角             | 獲獎 | [ 10 ] |
| 2016 | 《惡棍英雄：死侍》 | MTV電影大獎        | 最佳電影演員               | 提名 | [ 11 ] |
| 2016 | 《惡棍英雄：死侍》 | MTV電影大獎        | 最佳動作演出               | 提名 | [ 11 ] |
| 2016 | 《惡棍英雄：死侍》 | MTV電影大獎        | 最佳接吻                   | 提名 | [ 11 ] |
| 2016 | 《惡棍英雄：死侍》 | MTV電影大獎        | 最佳喜劇演出               | 獲獎 | [ 11 ] |
| 2016 | 《惡棍英雄：死侍》 | MTV電影大獎        | 最佳打鬥                   | 獲獎 | [ 11 ] |
| 2016 | 《惡棍英雄：死侍》 | 聖地牙哥影評人協會 | 最佳喜劇演出               | 提名 | [ 12 ] |
| 2016 | 《惡棍英雄：死侍》 | 青少年票選獎       | 電影選擇獎：動作片         | 提名 | [ 13 ] |
| 2016 | 《惡棍英雄：死侍》 | 青少年票選獎       | 電影選擇獎：怒火戲         | 獲獎 | [ 13 ] |
| 2017 | 《惡棍英雄：死侍》 | 金球獎             | 最佳音樂及喜劇類電影男主角 | 提名 | [ 14 ] |
| 2017 | 《惡棍英雄：死侍》 | 全美民選獎         | 最喜愛電影男演員獎         | 獲獎 | [ 15 ] |
| 2017 | 《惡棍英雄：死侍》 | 全美民選獎         | 最喜愛動作類電影男演員獎   | 提名 | [ 15 ] |
| 2017 | 《惡棍英雄：死侍》 | 土星獎             | 最佳電影男主角             | 獲獎 | [ 16 ] |
| 2018 | 《死侍2》          | 青少年票選獎       | 夏季票選獎：電影男演員     | 提名 | [ 17 ] |
| 2018 | 《死侍2》          | 全美民選獎         | 最受歡迎動作電影明星       | 提名 | [ 18 ] |
| 2018 | 《死侍2》          | 聖地牙哥影評人協會 | 最佳喜劇演出               | 提名 | [ 19 ] |
| 2019 | 《死侍2》          | 評論家選擇獎       | 最佳喜劇男主角             | 提名 | [ 20 ] |
| 2019 | 《死侍2》          | 極光獎             | 最佳視覺呈現               | 獲獎 | [ 21 ] |

## 備註
1. 1 2 3 4 5  《X戰警：金鋼狼》（2009年）劇情；在《X戰警：未來昔日》（2014年）中羅根回到過去並成功改寫歷史，使原始時間軸消失，X小隊（英语：Team X (comics)）也因此並未成立。
2. ↑  與休·傑克曼和李佛·薛伯共同獲提名。
3. ↑  與丹尼爾·海尼、多米尼克·莫納漢、休·傑克曼、李佛·薛伯和will.i.am共同獲提名。
4. ↑  與莫蓮娜·芭卡琳共同獲提名。
5. ↑  與艾德·斯克林共同獲提名。

## 外部連結
- 韋德·威爾森 漫威漫畫維基百科